# Кременчуг
Кременчу́г (укр. Кременчу́к) — город в центре Украины, второй по населению город Полтавской области, административный центр Кременчугского района и Кременчугской городской общины, центр Кременчугской агломерации. Состоит из Автозаводского и Крюковского районов. Разделен рекой Днепр, большая часть города находится на левом берегу, 112 км от Полтавы и 232 км от Киева. Занимает 29 место среди городов Украины по количеству жителей. Важный промышленный и научный центр страны.

## Расположение и физическая география
Город расположен в зоне умеренного континентального климата в пределах Приднепровской низменности и среднего течения Днепра на левом и правом ее берегах, в центральной части Украины на расстоянии 115 км от областного центра, в 290 км от столицы Украины Киева и 180 км от географического центра Украины — Марьяновки. Территория города составляет 9600 га.
Местность представляет собой горбовую равнину, разделенную Днепром на две части: левобережную низменную и правобережную с ярово-балковой рельефной системой.
Левобережная часть города находится в раздробленных болотами и озерами руслах Днепра и его притока — Сухой Кагамлык. Только на северо-востоке поднимается невысокий холм — Песчаная гора, сложенный из песков второй бортовой террасы Днепра.
Правобережная часть Крюков, расположена на полуострове, образованном руслом Домахой, куда впадали реки Крюков и Гнила, а с другой — широким заливом реки Семова.
Долины этих сильно заболоченных рек были естественными границами в которых развивался Крюков. В нескольких километрах от Днепра поднимается Деевская гора, небольшая система холмов, урочищ и оврагов. Здесь находится самая высокая точка Полтавской области — курган, на котором установлен памятник солдатам, погибшим в первые дни обороны города от немцев во Второй Мировой. Его высота — над уровнем моря. В то время как высота нижних частей города приблизительно 40 м.

## Символика
Флагом Кременчуга является прямоугольное полотнище с соотношением сторон 1:1, состоящее из трёх горизонтальных полос — синей, белой и синей (соотношение 2:1:2). Флаг иллюстрирует географическое положение города: белая полоса означает реку Днепр, которая протекает через город. Флаг был утвержден 21 сентября 1995 г. на сессии городского совета.
Герб был принят 21 сентября 1995 и, как и флаг, иллюстрирует географическое положение города. Щит обрамлен декоративным картушем и увенчан серебряной городской короной с тремя башенками.

## Этимология
Возможно, название города происходит от слова «кременчик», уменьшительного к слову «кремник» (маленький «кремль»).
Существует версия, что название основанного в 1571 году замка, ставшего ядром города, происходит от турецкого слова kermençik («крепостца, малая крепость»).
Среди других предположений — патронимическая легенда о происхождении названия от имени мифического основателя — казака (или рыбака) Кременя.
В середине XIX ст. Русифицированный фольклор породил версию об основателе Кремени-Чуге, сыне Чуга — основателе Чугуева (легенда отражала реальный рост значения Харькова для Кременчуга — между городами пролегла железная дорога).
В конце XX века появилась фантастическая версия о русском происхождении города — Владимир[какой?], благодарный одному воину[кому?], отдал ему[когда?]

 кременчугскую землю под заселение[кем?].
В староукраинской и диаспорной литературе встречается название города «Креминчук».

## История
Официальной датой основания Кременчуга, по упоминанию в хронике Йоахима Бельского (который продолжал исторический труд своего отца Мартина Бельского), считается 1571 год (дату эту в XIX веке сделала популярной книга «История Малороссии» Николая Маркевича). Бельский упоминает Кременчуг в связи с проектом 1590 года, когда польский король издал приказ о построении здесь крепости, куда также планировали вывести казаков из Запорожья, чтобы меньше конфликтовали с турками. Однако некоторые исследователи[кто?], отталкиваясь от археологических данных о проживании людей на территории современного Кременчуга, отстаивают[где?] киево-русскую родословную города.
Из историографии XIX века (по неподтвержденному источниками упоминанию литовского историка Теодора Нарбута) происходит версия об учреждении Кременчуга великим литовским князем Витовтом (1390-е — 1420-е годы). Подтверждённое источниками непрерывное существование Кременчуга как полноценного города (а не рыболовного ухода, упоминавшегося ещё по ревизии Черкасского замка 1552 года) есть только с 1635 года, когда польский король Владислав IV даровал Кременчугу магдебургское право.  Кременчуг до 1635 г. являлся рыболовным уходом Черкасского замка и важной укреплённой остановкой на торговом пути между Москвой и Чёрным морем.
В 1638 году была сооружена Кременчугская крепость, план которой разработал французский военный инженер Гийом Левассер де Боплан, оставив книгу «Описание Украины». К этому времени на месте запорожского зимовника напротив Кременчуга возникло местечко Крюков.
После Зборовского договора 1649 г. являлся сотенным местечком Чигиринского полка.
В 1654 году регион был занят русскими войсками, однако виртуально продолжил относиться к Чигиринскому полку. Лишь по Андрусовскому договору 1667 г. Кременчуг официально отошёл к России, после чего перешёл под управление Миргородского полка.
С 1765 по 1783 гг. Кременчуг был административным центром новообразованной Новороссийской губернии; затем был уездным городом Екатеринославского наместничества, но до отстройки Екатеринослава, с 1784 по 1789, считался наместническим городом.
В 1789 году Кременчуг был причислен к Градижскому уезду Екатеринославского наместничества. С 1796 по 1802 Кременчуг числился в Малороссийской губернии, как уездный город.

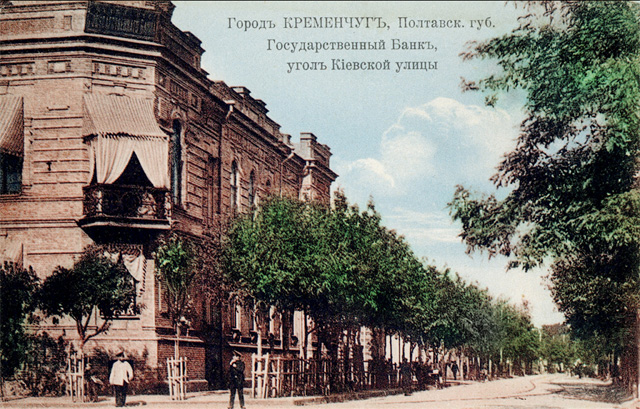
Кременчуг в конце XIX ст.

С 1802 года — уездный город Полтавской губернии.

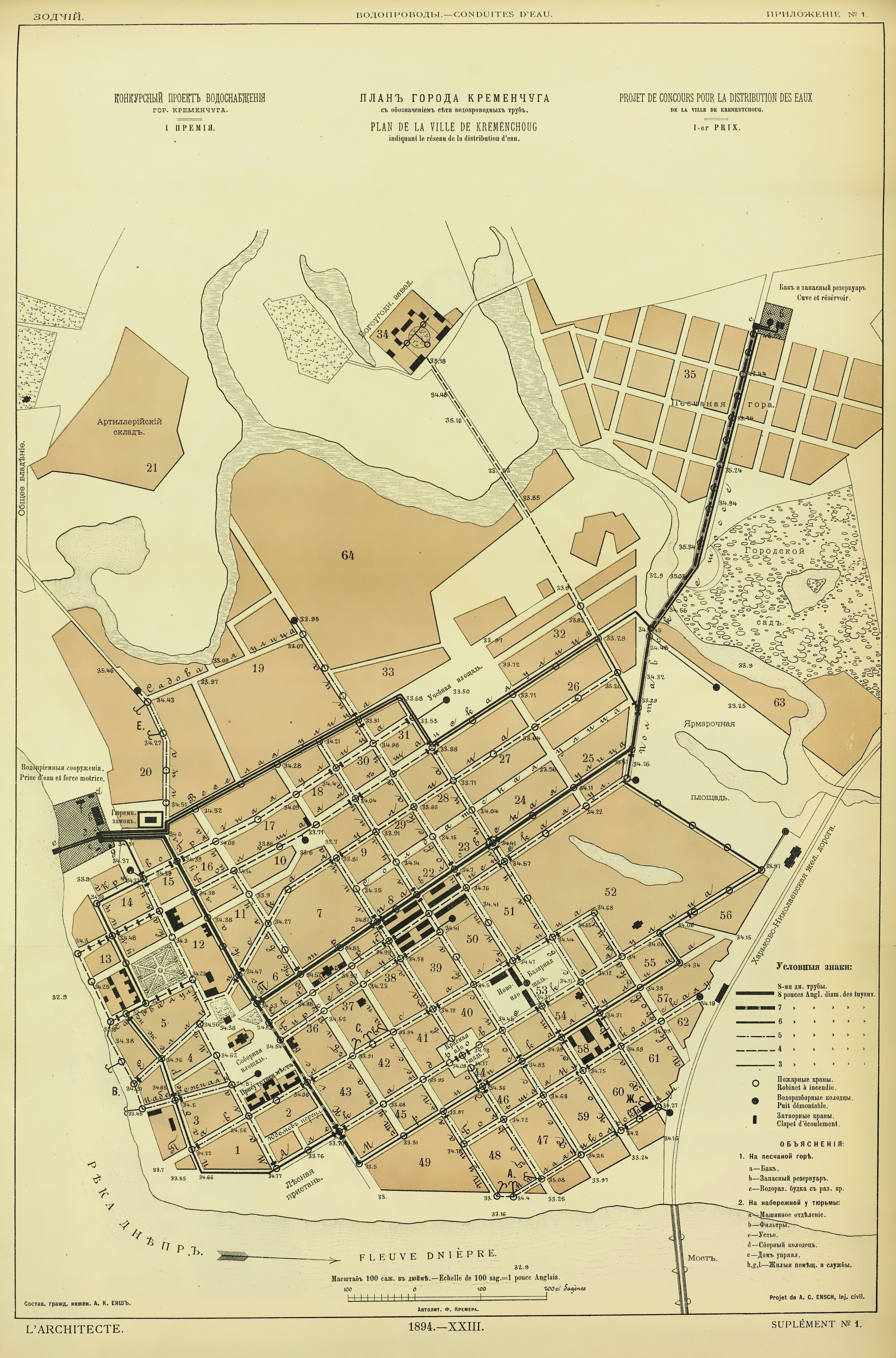
План Кременчуга с обозначением сети водопроводных труб, 1894 г.

В 1897 году в городе насчитывалось около 63 тысяч человек (иудейского вероисповедания — 47 %, говоривших на украинском — 30 %, на русском — 19 %).
С 1920 по 1922 год существовала Кременчугская губерния.
8 сентября 1941 года Кременчуг был оккупирован наступающей Германией, немецкая администрация просуществовала два года — до советского контрнаступления после выигранной Курской битвы. В результате использования отступающими войсками Вермахта тактики выжженой земли, практически весь город был уничтожен пожарами. 29 сентября 1943 года Кременчуг заняли солдаты 5-й Гвардейской Армии Степного фронта, началось восстановление города.
В 1966 году в городе были запущены первые троллейбусы.
В 1982 году был построен и введён в строй Кременчугский завод по производству белково-витаминных препаратов.
В 1987 году введена в эксплуатацию Кременчугская фабрика трикотажного полотна.
26 июля 2014 года мэр Кременчуга Олег Бабаев был убит вследствие покушения.

### Вторжение России на Украину

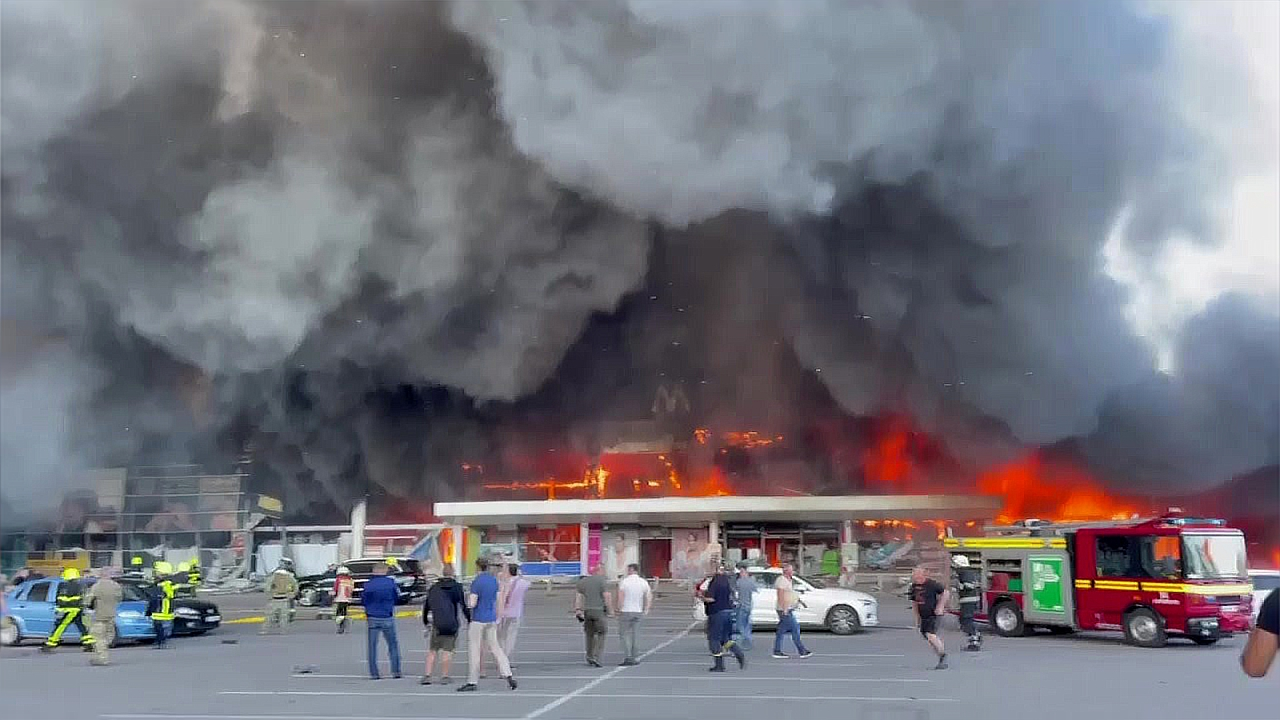
Торговый центр после ракетного удара 27 июня

24 апреля 2022 года Россия ударила по Кременчугу девятью крылатыми ракетами, что стало самым масштабным обстрелом Полтавской области с начала войны. Пострадали ТЭЦ и нефтеперерабатывающий завод, погиб 1 человек.
27 июня 2022 года армия России произвела ракетный удар по торговому центру в Кременчуге. Торговый центр сгорел, погибли не менее 20 человек, 59 получили ранения.
На протяжении всей войны город подвергался и продолжает подвергаться многократным обстрелам со стороны Российской Федерации. Для обстрелов используются множество разных видов дронов, а также ракет, в том числе баллистических. Зафиксированы повреждения гражданской инфраструктуры, а также производственных объектов.

## Население
Численность населения города по состоянию на 1 января 2019 года составляла 220 065 человек.
График изменения численности населения Кременчуга начиная с XVIII века:
Численность населения Кременчуга с 2011 по 2022 год.
| Год  | Численность |
| ---- | ----------- |
| 2011 | 226 976     |
| 2012 | 226 434     |
| 2013 | 225 892     |
| 2014 | 225 828     |
| 2015 | 225 216     |
| 2016 | 223 805     |
| 2017 | 222 325     |
| 2018 | 221 251     |
| 2019 | 220 065     |
| 2020 | 219 022     |
| 2021 | 217 710     |
| 2022 | 215 271     |

По данным переписи 2001 года украинцы составляли 83,07 % населения города, русские — 14,79 %.

### Языковой состав
Родной язык населения по данным переписи 2001 года:
| Язык       | Численность, чел. | Доля     |
| ---------- | ----------------- | -------- |
| Украинский | 175 832           | 75,48 %  |
| Русский    | 55 778            | 23,94 %  |
| Другое     | 1 350             | 0,58 %   |
| Итого      | 232 960           | 100,00 % |

Украинский язык является единственным официальным и основным языком города.
Вторжение России на Украину спровоцировало новую волну украинизации в городе, всё больше людей предпочитают говорить на украинском языке.
По данным Государственной службы статистики Украины в 2023/24 учебном году все 134 575 учащихся в учреждениях общего среднего образования в Полтавской области обучались в украиноязычных классах.

## Крюков посад
Крюков посад, входящий ныне в состав Кременчуга, находится вблизи места, где, вероятно, был заключен куруковский договор 1625 г. Первое упоминание о поселении Курюкове находим под 1676 годом. С 1764 по 1784 гг. существовал Крюковский уезд Новороссийской губернии. С 1784 по 1796 гг. Крюков — местечко, затем посад; присоединён к Кременчугу указом Павла I, но действительное соединение произошло лишь в 1817 году.

## Административное деление

Схематическая карта районов Кременчуга
Автозаводской район
Крюковский район

Город официально разделён на 2 административных района:
- Автозаводской (144 тыс. чел.) — большая часть левобережья;
- Крюковский (93 тыс. чел.) — всё правобережье и прилегающие к мосту части левобережья.

Город очень вытянут с юга на север, хотя в ширину с запада на восток не превышает 8 км. Состоит из двух основных частей: левобережной (исторический Кременчуг) и правобережной (исторически — посад Крюков), которые сообщаются между собой при помощи Крюковского моста через реку Днепр. Основная часть населения и большинство предприятий города сосредоточены в левобережной части.
Выделяют несколько районов города, существенно отличающихся характером и плотностью застройки, развитостью инфраструктуры и, соответственно, престижностью проживания.

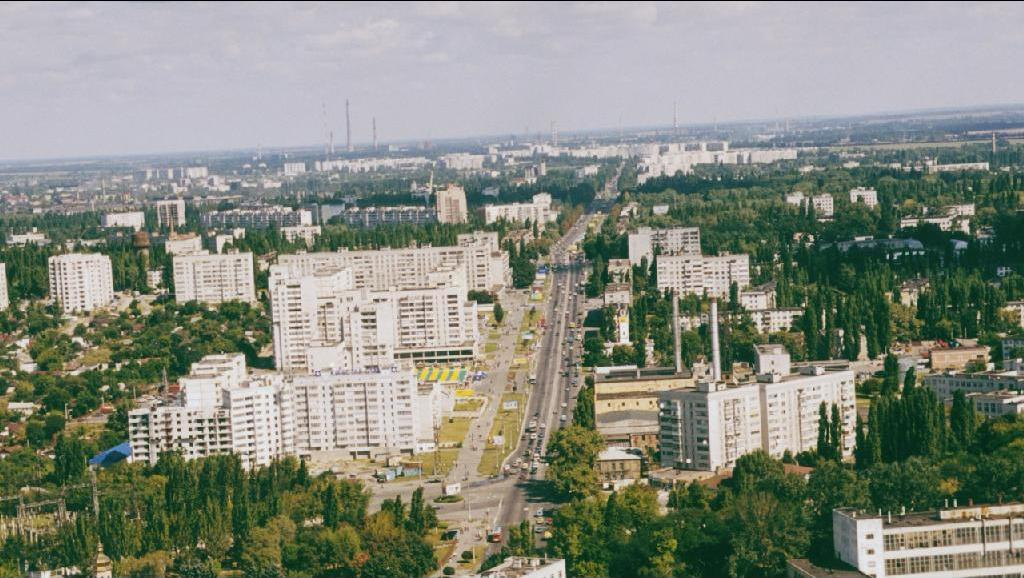
Нагорная часть города

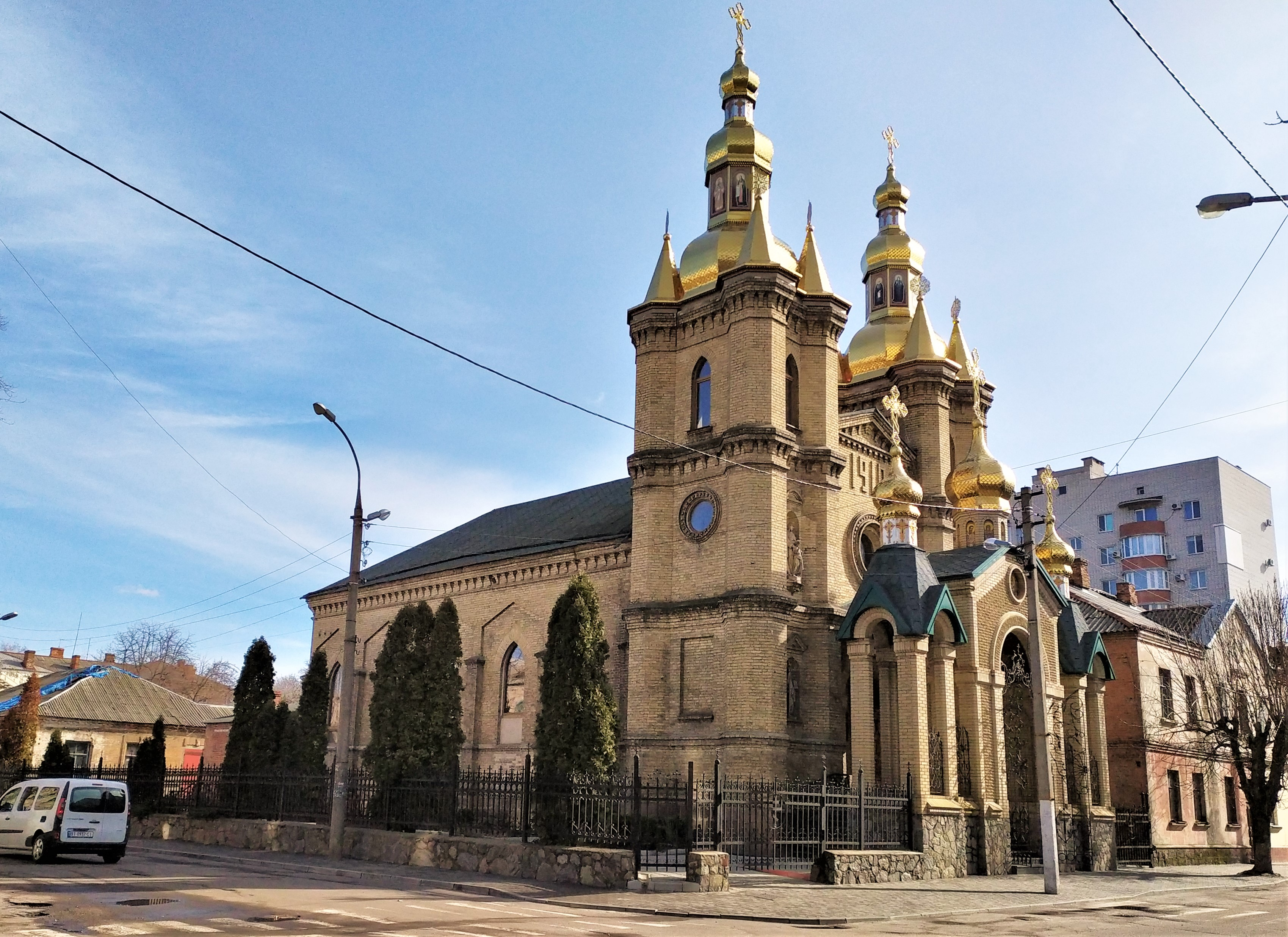
Свято-Николаевский собор

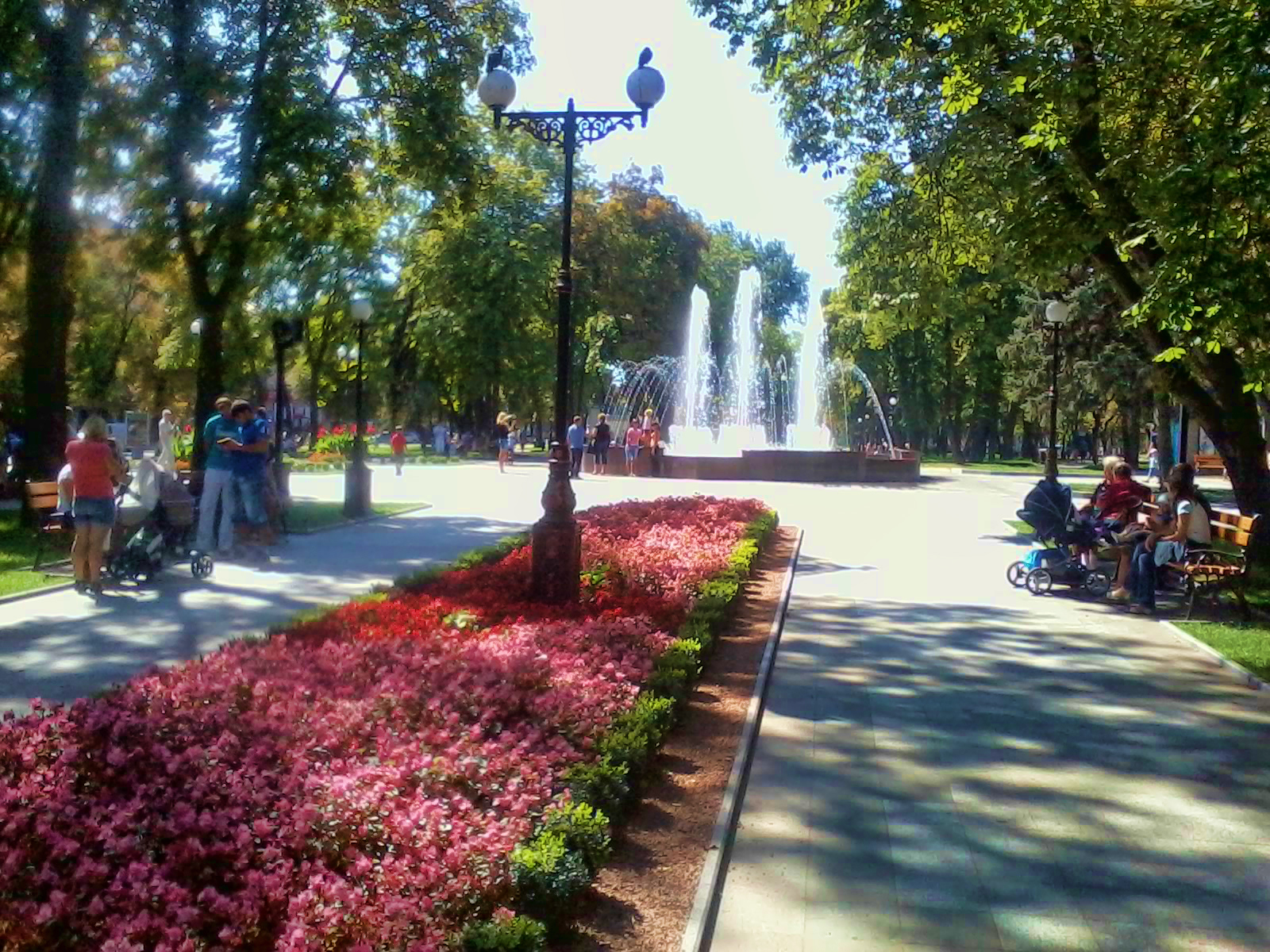
Сквер имени Олега Бабаева

Наиболее часто упоминаются такие районы:
Правобережье:
- «Крюков» — непосредственно прилегающая к Крюковскому мосту часть правобережья. С 1975 года вошёл в состав Крюковского района в Кременчуге. Здесь расположен Крюковский вагоностроительный и сталелитейный завод. Район преимущественно 3-5 этажной застройки «сталинских» и «хрущёвских» проектов. 9-этажные здания присутствуют, но не в большом количестве. Сохранились здания XIX века.
- «Раковка» — расположена ниже по течению Днепра относительно Крюкова. Молодой по сравнению с Крюковом район. Преобладают 5-этажная («хрущёвский проект») и 9-этажная застройки и несколько 14-этажных зданий. Жители Раковки в основной массе работают на Вагоностроительном и Сталелитейном заводах, предприятиях инфраструктуры.

Левобережье:
- «Центр» — расположенная вверх по течению Днепра от Крюковского моста набережная часть левобережья, район с наиболее развитой инфраструктурой. Преимущественно 3-5 этажная застройка «сталинских» и «хрущёвских» проектов. 9- и 14-этажные здания сосредоточены в набережной части. Сохранились здания XIX века, большое количество парков и скверов.
- «Щемиловка» и «Реевка» — прибрежные районы частной 1- и 2-этажной застройки. Расположены относительно Центра выше по течению Днепра.
- «1-я Занасыпь», «2-я Занасыпь» и «3-я Занасыпь» — районы, расположенные ниже по течению от Крюковского моста по мере удаления от Днепра и за основной железнодорожной веткой на правый берег. Занасыпи разделены с Центром и другими районами железнодорожным полотном, выходящим на мост («насыпь»). 1-я Занасыпь — частично 9-этажная застройка вдоль Юго-Восточной линии границ города, дальше практически полностью частная малоэтажная застройка до небольшого квартала на окончании 3-й Занасыпи с 5- и 9-этажной застройкой.

По мере удаления от Днепра выделяют такие районы левобережного Кременчуга, как «Нагорная часть» и «Молодёжный».
В «Нагорной части» выделяют:
- «Водоканал» или «Брест» — район с преимущественно 9-этажной и 5-этажной застройками. В районе ул. Вадима Бойко 3-4 этажная застройка «сталинских» проектов.
- «Гвардейская» — район с преимущественно 3-этажной «сталинской» и 5-этажной «хрущёвской» застройками.
- «Московская» — район с преимущественно 5-этажной «хрущёвской» застройкой.
- «Пивзавод» — район с преимущественно 9-этажной застройкой.

Несколько в стороне от основной городской магистрали «проспект Свободы» — «проспект Леси Украинки» — «ул. Доктора Богаевского» находятся районы «Хорольская» и «Лашки» — с преимущественно частной застройкой.
Вдоль улицы Киевской находятся районы «Автопарк» и «Карьер» (преимущественно 9-этажная застройка).
Посёлок «Молодёжный» условно разбивается на две части: «Ближний Молодёжный» (преимущественно 9- и 14-этажная блочная застройка) и «Дальний Молодёжный» (преимущественно «хрущёвская застройка»). Жители Молодёжного в основном работают на предприятиях Северного промышленного узла (Нефтеперерабатывающий завод, ТЭЦ и др.)
Через город проходят две стратегических магистрали:
- H08 «Днепр — Киев» — по улице Киевской, далее по проспекту Свободы, переходящему в ул. Халаменюка, затем — ул. Первомайскую, потом поворот на ул. Небесной Сотни и Крюковский мост. На правобережной стороне города — по ул. Приходько и далее, через Раковку, в сторону г. Днепра.
- M03 «Александрия — Харьков» — от пр-та Полтавского, через объездную дорогу в селе Сосновка, ул. Первомайскую, ул. Небесной Сотни, мост на правобережную часть города, где по Западной дамбе, ул. Чумацкой и далее по ул. Академика Герасимовича — в сторону Павлыша.

## Экономика

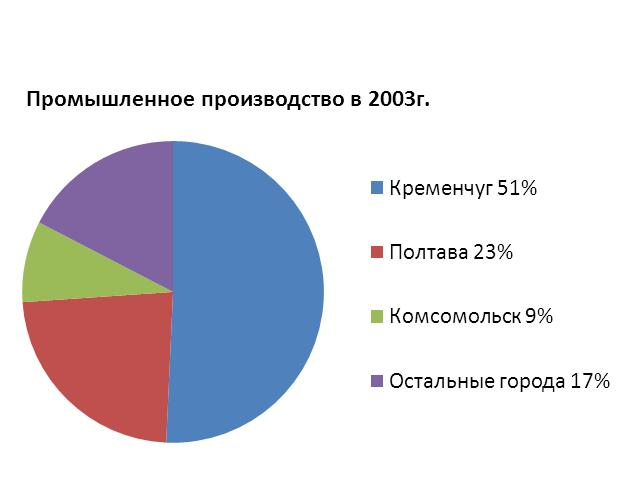
Экономика. Место города в области

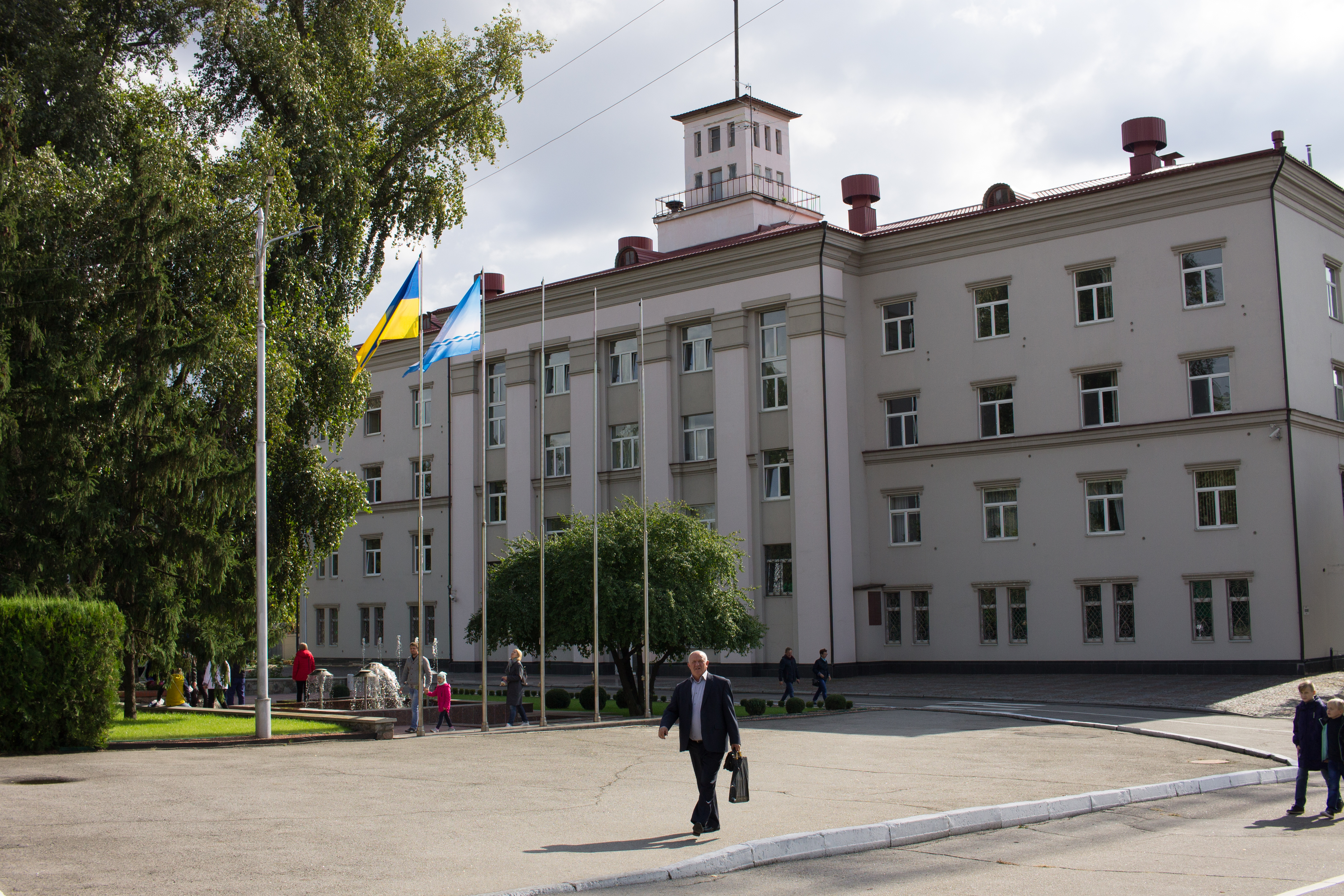
Главное управление Крюковского вагоностроительного завода

В городе сосредоточены машиностроительные и перерабатывающие предприятия:
- Кременчугский нефтеперерабатывающий завод[25];
- Крюковский вагоностроительный завод[26];
- Кременчугский автомобильный завод АвтоКрАЗ[27];
- Кременчугский автосборочный завод[28];
- Кременчугский колёсный завод[29];
- Кременчугский завод дорожных машин (Кредмаш)[укр.][30];
- Кременчугский сталелитейный завод[31];
- Кременчугский завод технического углерода[32];
- Кременчугский мясокомбинат[33];
- Кременчугский завод железобетонных шпал[34];
- три хлебозавода и хлебная база № 81;
- молокозавод;
- ликёро-водочный завод;
- кожевенно-шорный комбинат;
- две швейных фабрики;
- Кременчугская табачная фабрика[35];
- предприятие по изготовлению прицепов для легковых автомобилей «Кремень»[36];
- четыре кондитерские фабрики («Рошен», «Лукас», «Романтика», «Салекс») и прочие.

Общий объём реализованной промышленной продукции в отпускных ценах предприятий за январь-ноябрь 2011 года составил 30,95 млрд грн.
По состоянию на 2013 год Кременчуг являлся одним из основных доноров бюджета Украины, его переданная часть в бюджет страны составляла 5,6 %. Выше по течению Днепра расположена Кременчугская ГЭС, входящая в состав «Укргидроэнерго» и формирующая Кременчугское водохранилище, имеющее самую большую поверхность в Днепровском каскаде.

## Культура и образование

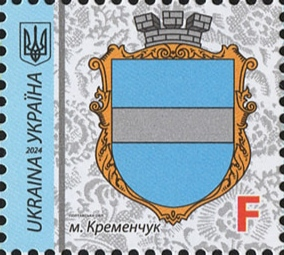
Стандартная марка с символикой города в серии «Гербы городов, поселков и сел Украины», Почта Украины, 2024 год.

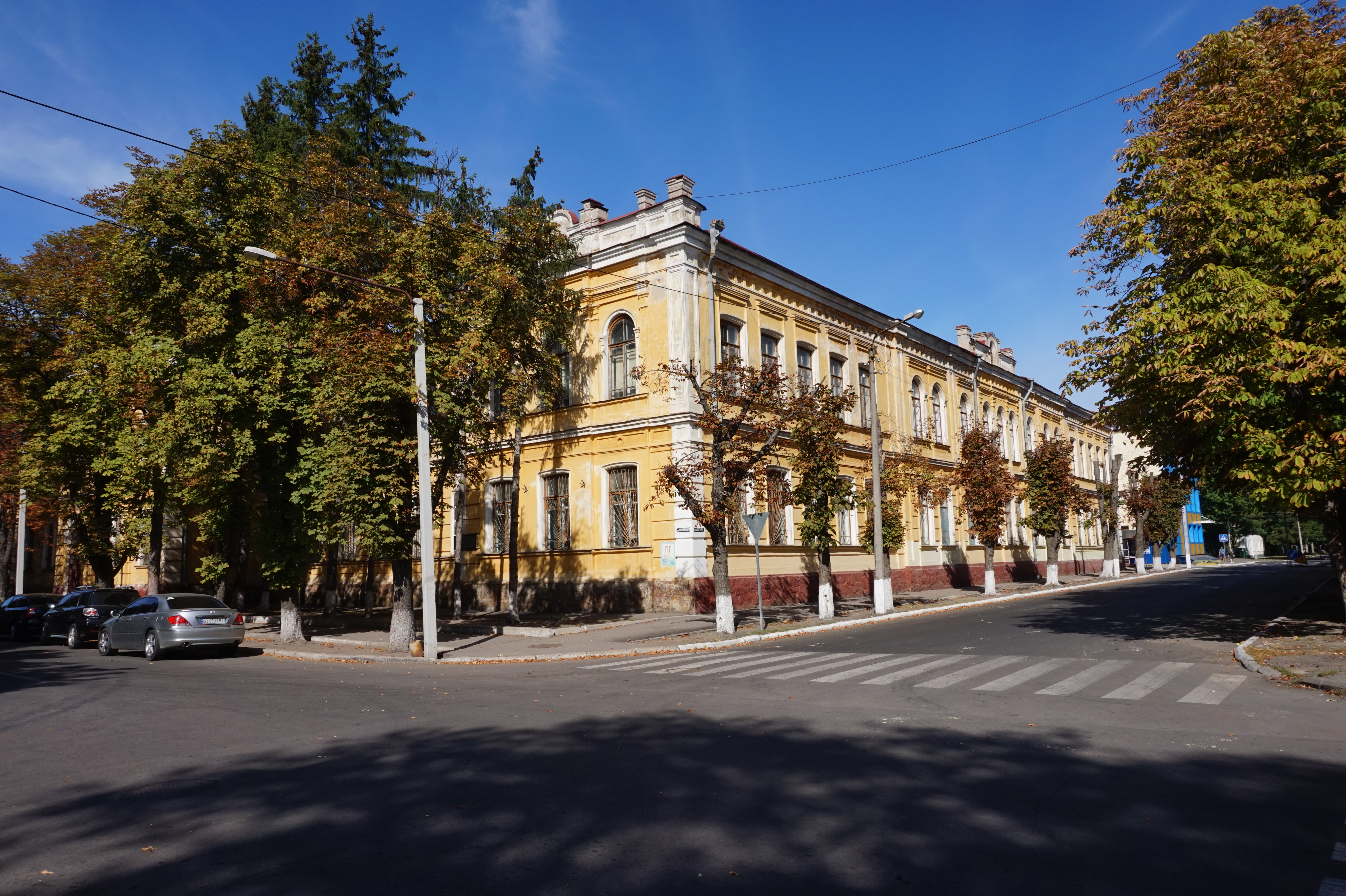
Александровское училище

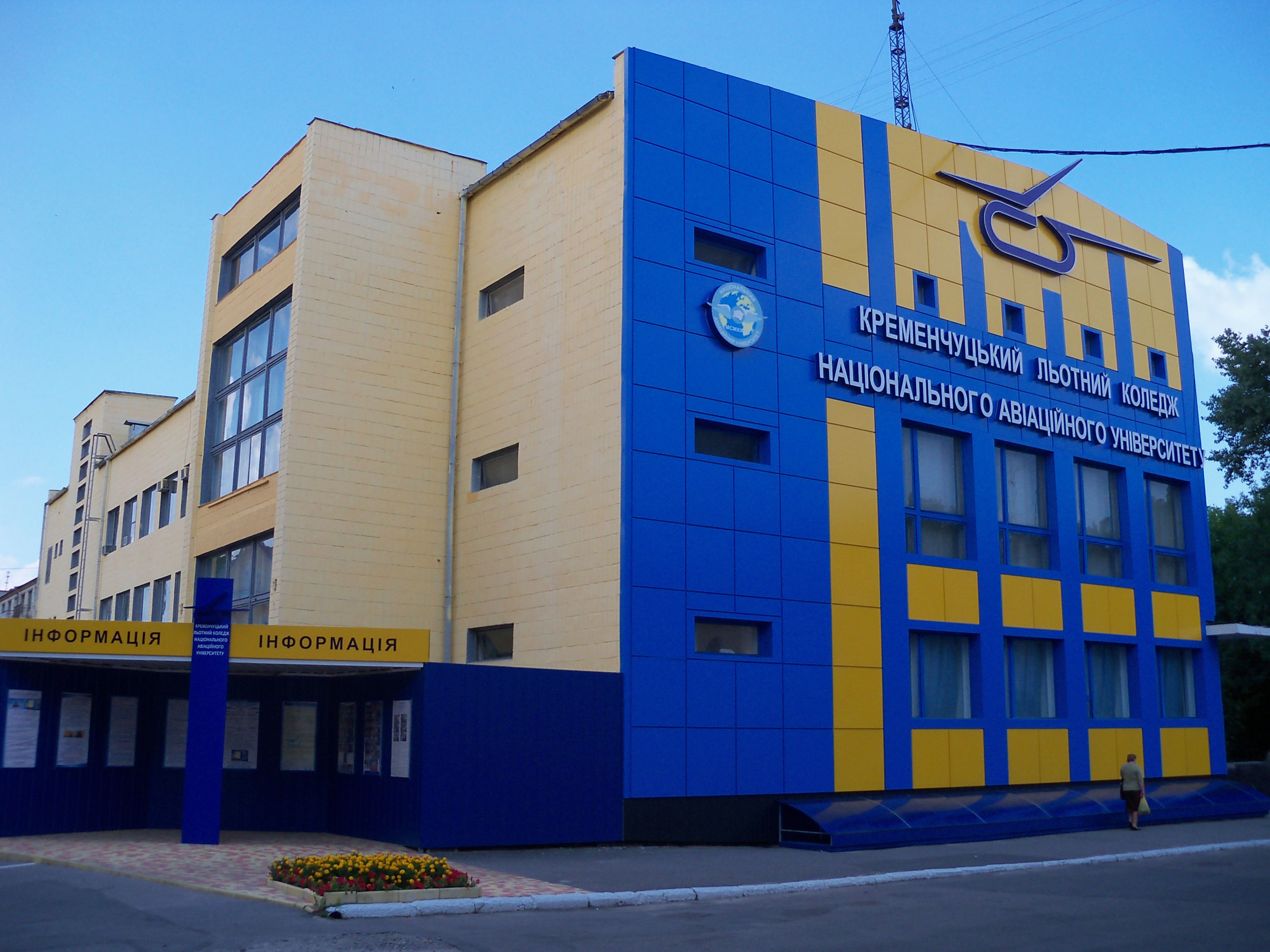
Лётный колледж Национального авиационного университета

В 1787 году в Кременчуге итальянским композитором Джузеппе Сарти, находившимся на службе у князя Потемкина, была открыта первая в Российской империи консерватория.
В городе находятся такие культурные заведения как историко-краеведческий музей, музей Макаренко, городская галерея, галерея Натальи Юзефович и другие. Главные культурные мероприятия проходят в городском дворце культуры, а также в 4-х дворцах культуры при предприятиях (дворец культуры КрАЗ, «Кредмаш», «Нефтехимик» и дворец культуры имени И. Ф. Котлова)
Образование можно получить в шести училищах, Кременчугском медицинском колледже, лётном колледже Национального авиационного университета, Кременчугском национальном университете им. Остроградского, Кременчугском университете экономики, информационных технологий и управления, Кременчугском институте Днепропетровского университета экономики и права, ВПУ № 7, Кременчугском колледже транспортной инфраструктуры
Для занятий спортом в городе действуют три ДЮСШ, спортивные комплексы «Политехник», «Вертолёт», «Укртатнафта», многочисленные секции и частные тренажёрные залы «Антей», «Спартак», «Титан», «Атриум», «МТ-Спорт», «Атлетик» и другие спортивные организации.

## Архитектурный облик города
В Кременчуге, несмотря на многовековую историю, не сохранилось большого количества памятников архитектуры. Дореволюционная архитектура, а именно — сохранившиеся (в том числе восстановленные) здания до 1917 года постройки, представлены в основном единичными уцелевшими особняками (фабриканта Рабиновича, полицмейстера Казачка, купца Немеца). Сохранились дореволюционные здания учебных заведений (Александровского училища, Мариинской гимназии и других).
В советский период между украинской революцией и оккупацией Кременчуга фашистами в 1941 году, в городе были построены многочисленные учебные заведения в стиле сталинской архитектуры. Религиозные учреждения были в основном приспособлены под новые нужды, с демонтажем религиозных атрибутов: католический костёл был преобразован в дом культуры, в Успенской церкви был открыт рабочий факультет. Деревянная старообрядческая Покровская церковь была разобрана, на месте была построена школа. Построен клуб Котлова в стиле украинского модерна, считающийся первым рабочим клубом Украины.
В период между 1941 и 1943 годами город пострадал от бомбардировок. При отступлении из города в 1943 году немецкие войска взорвали или подожгли большую часть городских построек. По итогам войны, до 97 процентов городского жилого фонда было уничтожено, большая часть дореволюционной архитектуры была утрачена.
|                             |                         |                               |                        |                   |
| Дворец культуры им. Котлова | Дом генерала Гутовского | Здание Государственного банка | Управление образования | Успенская церковь |

## Транспорт

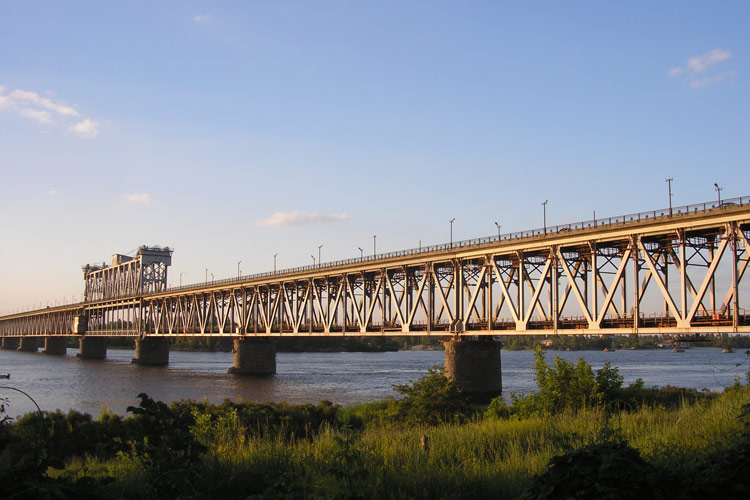
Крюковский мост

Город является крупным железнодорожным узлом Центральной Украины, имеет порт на Днепре и аэродром. В городе имеется два железнодорожных вокзала: Кременчуг и Крюков-на-Днепре. Станция Кременчуг одна из крупнейших на Южной железной дороге, находится на линии Харьков — Полтава — Знаменка — Одесса.
Прямое пассажирское железнодорожное сообщение Кременчуг имеет с Киевом, Харьковом, Одессой, Днепром (Днепропетровском), Симферополем и другими крупными городами. Пригородные поезда ходят в Полтаву, Ромодан, Глобино, Хорол, Павлыш. В 2008 году был электрифицирован на переменном токе участок Кременчуг — Бурты — Користовка. В 2008 году запущен рельсовый автобус для регулярного пригородного сообщения.

### Городской троллейбус

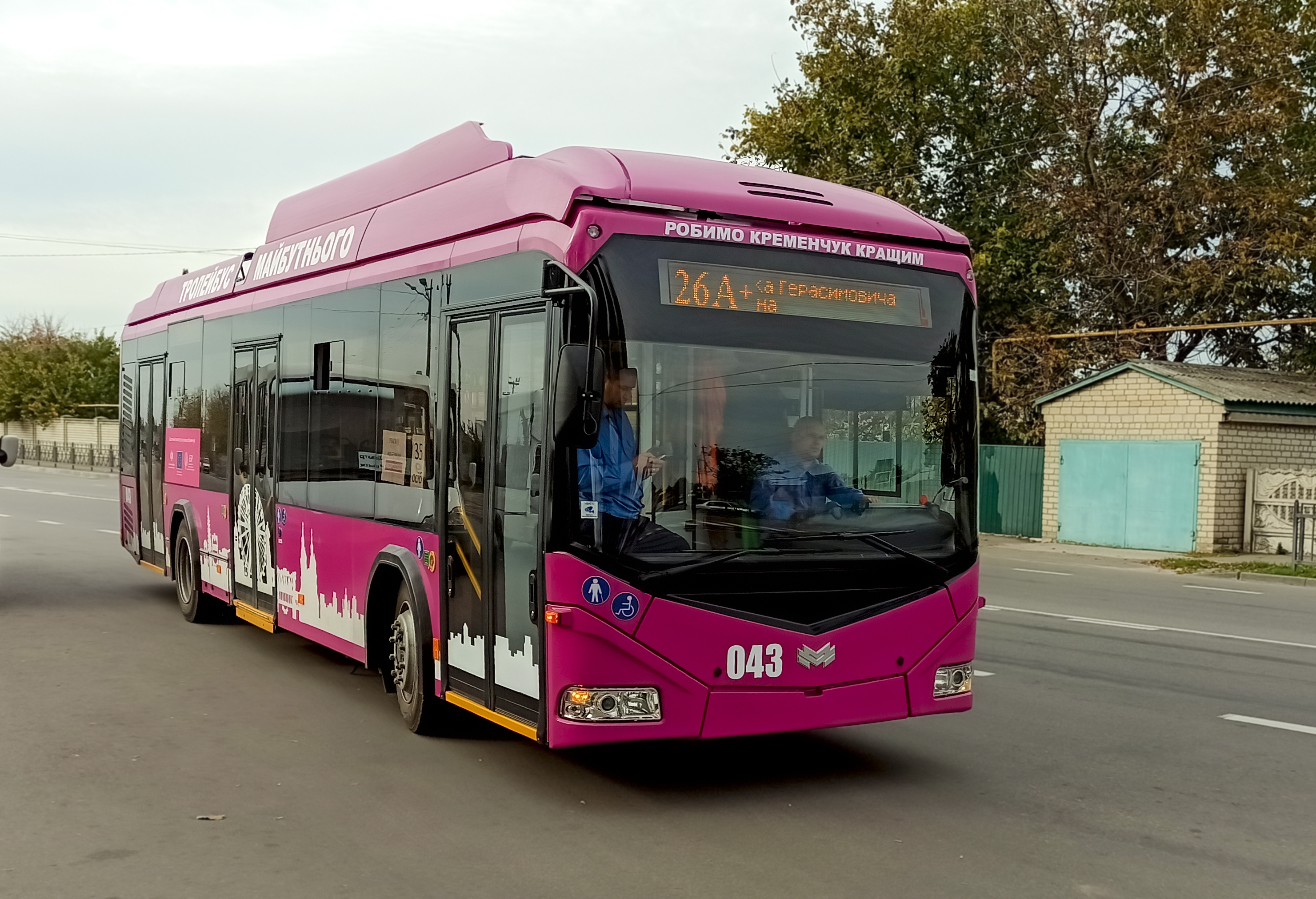
Троллейбус в Кременчуге

Кременчуг является одним из двух населенных пунктов в регионе, где действует электротранспорт. Длина троллейбусных линий составляет 69 км.

### Городской трамвай
В 1899 году бельгийское акционерное общество «Кременчугские трамваи» запустило в эксплуатацию электрический трамвай.
Трамвайное депо и электрическая станция находились у подножия Песчаной горы между Екатерининской улицей (ныне Соборная) и Троицким переулком (ныне Чкалова). Мощность электростанции была 4450 лошадиных сил, трамвайный парк состоял из 16 моторных вагонов с открытыми площадками на двухосной тележке шириной 1524 мм. Протяжённость трамвайных путей к 1917 году составляла 12 километров. В городе действовало 3 маршрута.
В городе также действуют автобус, маршрутное такси и такси.

## Города-побратимы
По состоянию на 2023 год у Кременчуга есть 14 городов-побратимов
- Алитус, Литва
- Белая Церковь, Украина
- Бердянск, Украина
- Битола, Северная Македония
- Быдгощ, Польша
- Вэньчжоу, Китай
- Коломыя, Украина
- Михаловце, Словакия
- Провиденс, США
- Свиштов, Болгария
- Снина, Словакия
- Цзяюйгуань, Китай
- Ришон-ле-Цион, Израиль[43]
- Сидоарджо, Индонезия